# Брансон, Ребекка
Ребекка Уайт Брансон (англ. Rebekkah White Brunson; род. 11 декабря 1981 года, Вашингтон, Округ Колумбия, США) — американская профессиональная баскетболистка, выступала в женской национальной баскетбольной ассоциации. Она была выбрана на драфте ВНБА 2004 года в первом раунде под общим десятым номером командой «Сакраменто Монархс». Играла на позиции тяжёлого форварда.

## Биография

### Ранняя жизнь
Брансон родилась в Вашингтоне и окончила школу в Мэриленде. Она поступила в Джорджтаунский университет, за который играли Патрик Юинг, Дикембе Мутомбо и Алонзо Моурнинг. Брансон стала рекордсменкой университета по подборам за карьеру (1093), по подборам в одном сезоне (336), а в 2004 году была признана лучшим защитником своей конференции.

### ЖНБА
Ребекка Брансон была выбрана под десятым номером на драфте ЖНБА 2004 года клубом «Сакраменто Монархс», за которую выступала следующие шесть лет, выиграв чемпионат ЖНБА в сезоне 2005 года. В 2007 году была лидером ЖНБА по подборам в нападении за игру (3,9) и за сезон (130).
В 2009 году, после расформирования «Сакраменто», Ребекка Брансон была выбрана командой «Миннесота Линкс» на драфте распределения. В 2011 году она повторила рекорд ЖНБА по дабл-даблам подряд (6) и стала первым игроком «Миннесота Линкс», выбранным игроком месяца ЖНБА, а по итогам сезона во второй раз стала чемпионкой ЖНБА. Позже она была выбрана на матч всех звёзд ЖНБА и заменила Кэндис Паркер в стартовом составе.

### Сборная США
Брансон была в расширенном списке сборной США на Олимпийские игры 2012, но не попала в окончательный состав.